# Philippinoma kovaci
Philippinoma kovaci is een vliesvleugelig insect uit de familie van de Eurytomidae. De wetenschappelijke naam werd voor het eerst geldig gepubliceerd in 1995 door T. C. Narendran.